# Contro l'amore
Contro l'amore: una polemica è un saggio scritto dalla sociologa Laura Kipnis che analizza la moderna concezione dell'amore e delle coppie a lungo termine. Malgrado già dal titolo si presagisca lo stile polemico con cui viene trattato l'argomento, le tesi esposte non sono in realtà contro l'amore in senso assoluto ma solo contro alcuni degli aspetti e degli ideali delle relazioni moderne.

## Argomentazioni principali

### La fallacia del presupposto di fondo
L'autrice sostiene che la maggior parte dei problemi delle moderne relazioni di coppia a lungo termine, sono dovuti ai falsi presupposti insostenibili in eterno su cui esse sono basate, ovvero:
- l'amore dura in eterno;
- il partner è l'unica fonte di soddisfacimento per la maggior parte dei nostri bisogni;
- per decine di anni si può amare e fare sesso con una sola persona tenendo viva la passione.
- impegnandosi abbastanza è possibile conciliare l'irrazionalità dell'amore romantico (l'innamoramento, la passione) alla razionalità delle coppie di lunga data.

L'autrice sostiene che quando inevitabilmente queste convinzioni si scontrano con la realtà, invece di concludere che ad essere sbagliata sia questa concezione dell'amore, siamo portati a pensare o che «abbiamo sbagliato persona, dobbiamo trovare quella giusta» (ragionamento che porta alla monogamia seriale, in cui di solito non si fa altro che replicare la stessa situazione), o che «quello che non va siamo noi, non la società» (ragionamento che ci spinge a conformare i nostri desideri più intimi alle pretese della società).

### La logica del lavoro nell'amore
Una delle convinzioni della società contemporanea è che ogni membro di una coppia debba impegnarsi per mantenere viva la passione ("che gioia", commenta l'autrice): ma questo introduce la logica del lavoro nel campo dei sentimenti. L'autrice cita in proposito Adam Phillips:
Alcune delle affinità col lavoro indicate dall'autrice:
- l'idea dell'impegno costante; soprattutto quando le cose non vanno bene, si è portati a pensare che "non ci si sta impegnando abbastanza"
- la routine e l'alienazione, come per gli operai in una catena di montaggio
- il sesso come un "timbrare il cartellino"
- la sequela di regole e divieti
- quando il desiderio è scemato, il partner geloso lavora come un poliziotto che vigila sul rispetto della fedeltà

### I lavoratori privi di passioni sono produttivi per la società
Inoltre l'autrice sostiene che le persone private delle passioni sono più produttive per la società: non vivono un innamoramento che divorerebbe il loro tempo, le loro energie e i loro pensieri, e sono più propense a cercare appagamento nel consumismo, ovvero «non pensano a scopare ma a consumare».
La monogamia a lungo termine è efficace in questo fenomeno di controllo e annichilimento delle passioni: produce persone annoiate, le abitua ad accettare la sottomissione (verso il partner) anche nell'ambiente domestico, ha un'azione di controllo contro l'insorgere di nuove passioni (gelosia e ricatto), inoltre porta molte persone a vivere il lavoro come una fuga dalla vita familiare.

Diversamente, le persone che riscoprono l'innamoramento e compiono adulterio, pongono tutto il resto in secondo piano, collocano continuamente la nuova fiamma al centro dei loro pensieri, sacrificano tutte le altre attività (ad esempio dandosi malati al lavoro), ed il sesso e la relazione portano via tutte le loro energie mentali e fisiche.
L'autrice invita a domandarsi tra questi due scenari, posto che il primo è quello più utile alla «società della produzione», quale sia quello più utile alla felicità delle persone.

### La relazione moderna: una «Coppia cameratesca»
L'autrice nota che la tendenza ad organizzarsi in gruppi permanenti o semipermanenti di due persone la ritroviamo nella maggior parte della popolazione terrestre, ma tuttavia le tipologie di questi raggruppamenti a due variano enormemente da cultura a cultura; l'autrice trova quindi curioso che nella società occidentale contemporanea, che si suppone sia molto libera ed emancipata, ci sia una schiacciante predominanza di una particolare tipologia: la «coppia cameratesca».
L'autrice, applicando l'Ipotesi di Sapir-Whorf alla struttura del linguaggio della coppia moderna, si chiede quale visione della realtà emerga da esso: ella osserva che l'unità discorsiva ricorrente, è il divieto; avendo raccolto centinaia di interviste in proposito, l'autrice riporta nel testo un campione delle risposte ricevute alla domanda: «quali sono gli obblighi posti dalla vita di coppia?». Il risultato è una interminabile sequela di imposizioni (pagine 87-95), che a detta dell'autrice, appaiono inizialmente divertenti, ma si rivelano via via sempre più irritanti per il lettore.
L'autrice sostiene che uno dei paradossi della coppia moderna è la coesistenza dell'ideale dell'«essere se stessi» ed il suddetto regime di divieti e cambiamenti a cui dobbiamo abituarci per vivere insieme; insomma uno dei diritti fondamentali dell'uomo, la libertà di sviluppare liberamente la propria personalità, è anche ciò che renderebbe impossibile andare d'accordo col partner.

### Proposte alternative
Come la stessa autrice ha ribadito in più occasioni, l'intento del libro non è quello di proporre un particolare modello alternativo alla coppia moderna, ma quello di sostenere la necessità di abbracciare la mentalità della sperimentazione; di esplorare percorsi di espressione del desiderio che non siano solo quelli prescritti dalle normali istituzioni della società, come il matrimonio.
È questo il merito che l'autrice riconosce agli adulteri, per quanto non sia entusiasta dell'adulterio in sé: quello di provare vie alternative.
Nel corso del libro l'autrice afferma che perfino rimanendo nel campo delle relazioni monogame a lungo termine, si possono avere delle caratteristiche diverse rispetto a quelle attuali; ad esempio, come già detto da Ingmar Bergman nel suo Scene da un matrimonio, la possibilità di stipularle come contratto annuale prorogabile.

## Film citati

### Sugli "orrori coniugali"
Alcuni degli esempi citati:
- Angoscia
- La fabbrica delle mogli

### Genere "amore tragico"
L'autrice afferma che questi film sono accomunati dal fatto che il sentimento avrebbe dovuto trionfare, ma ciò è stato impedito da eventi sfortunati esterni (come ad esempio la morte).
- Il paziente inglese
- Breve incontro
- Love Story
- Le parole che non ti ho detto

### Genere "amore seriale"
Film di "amore seriale" è la classificazione suggerita dall'autrice per quei film che "sollevano dei dubbi (sulla coppia moderna) solo per metterli a tacere", in quanto anche in essi troviamo il presupposto che quando le cose vanno male, significa solo che «abbiamo sbagliato persona e dobbiamo trovare quella giusta», che come già detto ad inizio articolo, porta alla monogamia seriale, in cui di solito non si fa altro che replicare la stessa situazione.
- Kramer contro Kramer
- Una donna tutta sola

### Genere "antiamore"
L'autrice afferma che dovrebbe esserci una riflessione critica sul fatto che esistono ormai una quantità di film che narrano dell'infelicità della vita di coppia, e che bisognerebbe riconoscere questo filone come genere antiamore; non farlo equivarrebbe a non rendersi conto che esistono un sacco di pellicole con dei tizi che indossano cappelli da cow-boy e cavalcano nelle praterie.
L'autrice afferma inoltre che ciò che contraddistingue i film d'amore da quelli di antiamore è principalmente il fatto che i primi finiscono col lieto fine e la dissolvenza in nero, nascondendo ciò che avviene dopo, mentre i secondi cominciano proprio da quel momento. L'autrice afferma inoltre che a volte il passaggio al genere antiamore è involontario, dovuto solamente al fatto che il regista si sofferma un po' troppo oltre il "lieto fine", suscitando così nello spettatore la domanda proibita nei film d'amore: «e adesso cosa succede?».
- Il laureato
- Il bigamo
- Scene da un matrimonio
- Chi ha paura di Virginia Woolf?
- Luna di fiele (sulla trasformazione dell'amore in odio)

## Edizioni
- Laura Kipnis, Contro l'amore - una polemica, traduzione di Gaja Lombardi Cenciarelli, collana Stile libero Extra, Einaudi, 2005,  p. 218, ISBN 88-06-17133-X.